# Rio Malanje
O rio Malanje, também conhecido como rio Cadianga, é um rio que nasce na província de Malanje, atravessando a capital Malanje, até desaguar no rio Cuíje, na bacia do Cuanza.
Foi neste rio que os portugueses fizeram as suas travessias e fundaram um vilarejo de nome "Malanje", após ouvirem dos habitantes da área que o nome do local onde atravessaram era "Ma-lanji Ngana", ou seja, "são pedras, senhor". O rio é muito efêmero, sendo possível ver suas pedras.